# Didipè
Didipè est un village du département du Nkam au Cameroun. Situé dans l'arrondissement de Nkondjock. 

## Population et environnement
La population de Didipè était de 512 habitants dont 272 hommes et 240 femmes, lors du recensement de 2005. 